# Kangilinnguit

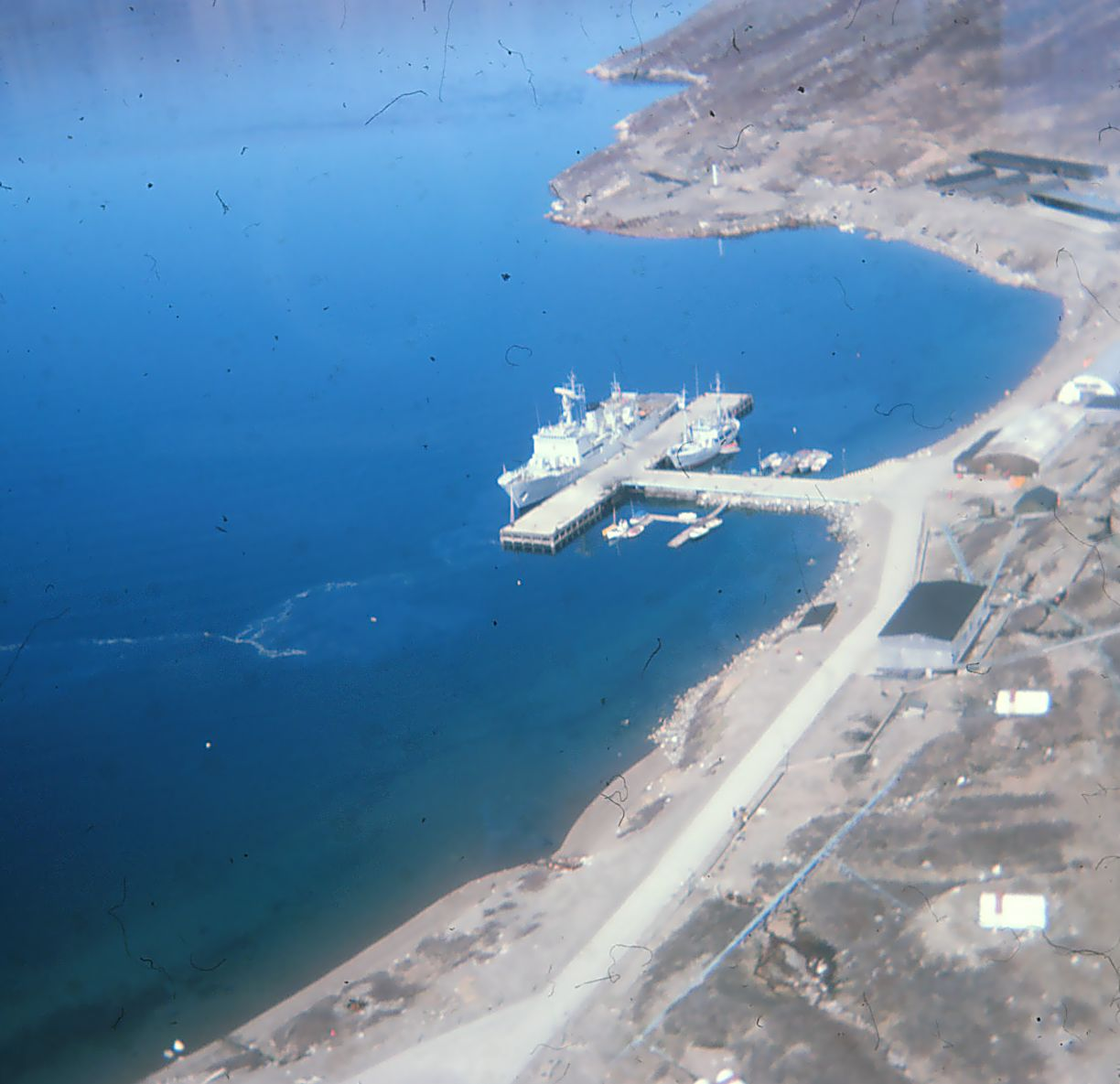
Kangilinnguit, 1977.

Kangilinnguit (Deens: Grønnedal), gelegen aan de Arsukfjord, is een plaats in de gemeente Sermersooq in Groenland. De plaats telt ongeveer 175 inwoners, waarvan 150 militair personeel zijn. 
De plaats is een steunpunt voor de Groenlandse commando's van de Deense marine (Grønlands Kommando) en van de visserij-inspectie. De plaats werd in 1943 door de Amerikanen aangelegd en kwam in 1951 in Deense handen. Een zes kilometer lange onverharde straat verbindt Kangilinnguit met de zo goed als verlaten mijnplaats Ivittuut.
De omgeving is een ideaal doel voor natuurliefhebbers, die tijdens een wandeling Europese zeearenden en muskusossen kunnen tegenkomen. Aan de kust komen zeehonden en walvissen voor.
Er is een helikopterverbinding naar Narsarsuaq en wekelijks vaart er een boot naar Paamiut.